# I (песня Lil Skies)
«I» (стилизовано как «i») — песня американского рэпера Lil Skies, выпущенная в качестве второго сингла с его дебютного студийного альбома Shelby 1 марта 2019 года. Трек напоминает о прошлом любовном опыте Skies и его личной борьбой среди других воспоминаний.

## Чарты

### Недельные чарты
| Чарт (2019)                           | Высшая позиция |
| ------------------------------------- | -------------- |
| Канада (Canadian Hot 100)             | 51             |
| Новая Зеландия (RMNZ)                 | 6              |
| Великобритания (OCC UK Singles)       | 93             |
| США Billboard Hot 100                 | 39             |
| США Hot R&B/Hip-Hop Songs (Billboard) | 17             |

### Годовые чарты
| Чарт (2019)                           | Позиция |
| ------------------------------------- | ------- |
| США Hot R&B/Hip-Hop Songs (Billboard) | 100     |

## Сертификации
| Регион | Сертификация | Продажи   |
| --- | ------------ | --------- |
| Канада (Music Canada) | Золотой      | 40 000    |
| США (RIAA) | Платиновый   | 1 000 000 |
| * Данные о продажах приведены только на основе сертификации. ^ Данные о тиражах приведены только на основе сертификации. |              |           |